# Brisbane, Kalifornien
Brisbane är en ort i San Mateo County, Kalifornien, USA.